# Parmenonta
Parmenonta is een kevergeslacht uit de familie van de boktorren (Cerambycidae). De wetenschappelijke naam van het geslacht werd voor het eerst geldig gepubliceerd in 1868 door Thomson.

## Soorten
Parmenonta omvat de volgende soorten:
- Parmenonta albisetosa Bates, 1880
- Parmenonta albosticta Galileo & Martins, 2003
- Parmenonta chapadensis Martins & Galileo, 1999
- Parmenonta dominicana Galileo & Martins, 2004
- Parmenonta fulvosticta Bates, 1885
- Parmenonta insularis Fisher, 1930
- Parmenonta laevepunctata Breuning, 1940
- Parmenonta lenticula Galileo & Martins, 2006
- Parmenonta maculata Martins & Galileo, 1999
- Parmenonta minor Bates, 1880
- Parmenonta ovatula Bates, 1880
- Parmenonta parallela Lameere, 1893
- Parmenonta punctigera (Germar, 1824)
- Parmenonta strandiella Breuning, 1940
- Parmenonta thomasi Linsley & Chemsak, 1984
- Parmenonta valida Thomson, 1868
- Parmenonta wickhami Schaeffer, 1908